# Шомо (Њујорк)
Шомо (енгл. Chaumont) град је у америчкој савезној држави Њујорк.

## Демографија
По попису из 2010. године број становника је 624, што је 32 (5,4%) становника више него 2000. године.
| Група             | 2000.       | 2010.       |
| Белци             | 569 (96,1%) | 598 (95,8%) |
| Афроамериканци    | 10 (1,7%)   | 3 (0,5%)    |
| Азијати           | 0 (0,0%)    | 3 (0,5%)    |
| Хиспаноамериканци | 6 (1,0%)    | 7 (1,1%)    |
| Укупно            | 592         | 624         |